# 埃格山
83°34′S 55°53′W / 83.567°S 55.883°W
埃格山（英語：Mount Ege）是南極洲的山峰，位於伊利沙伯女皇地，處於伯奎斯特嶺和德魯里嶺之間，屬於彭薩科拉山脈中尼普頓山脈的一部分，海拔高度1,350米，根據美國地質調查局的測量和美國海軍的空中照片被繪入地圖。